# 法國血鴨

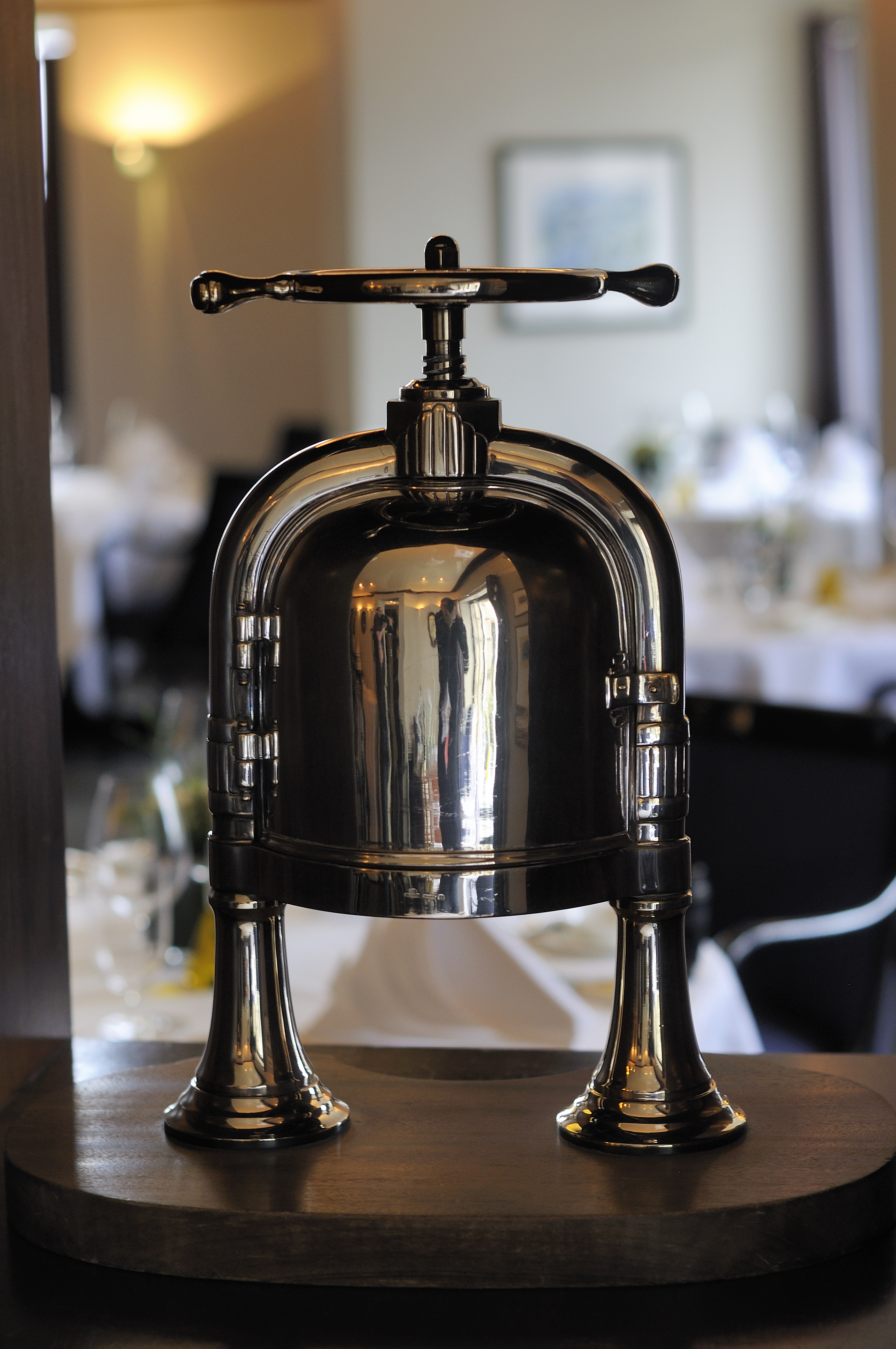
專為製作血鴨的壓鴨機

血鴨（法語：canard au sang），又名壓鴨（或），是法國料理的一道高級美食。這道菜發展於19世紀法國巴黎著名的高級餐廳銀塔餐廳。

## 準備
首先，準備一隻來自鲁昂的年輕略胖鴨:26，然後勒死，以保存其鴨血。然後，這隻鴨會被烤至半熟。鴨肝會先取出，研磨成末再以調味料醃製，起出最多肉的鴨胸及鴨腿備用。

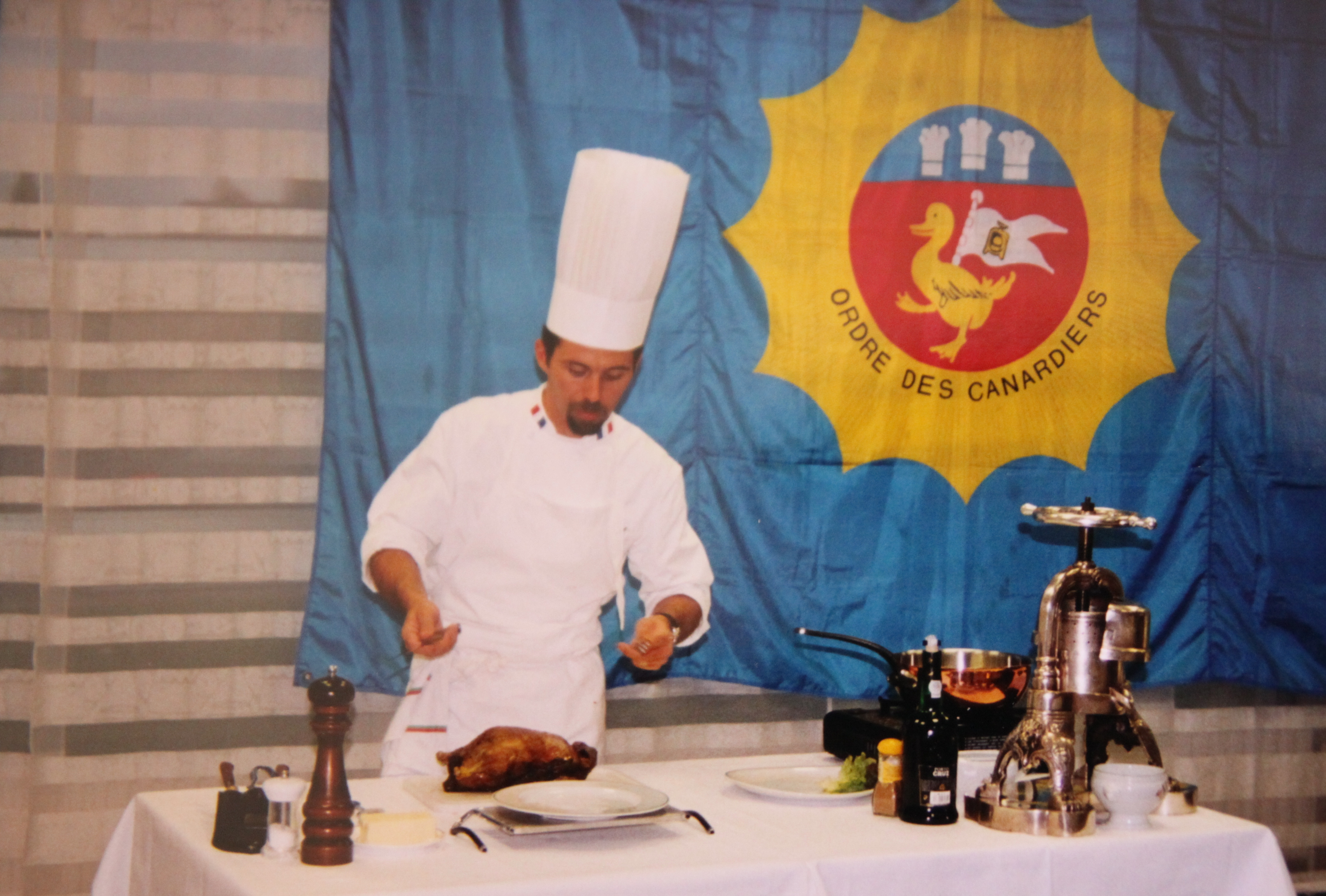

餘下的鴨殼，連同所有的肉、骨和皮會被放進一部特製的機器，以壓出鴨血和鴨骨髓。壓出來的鴨血會被加稠，再加入調好味的鴨肝、黃油及干邑一起煮成醬汁，再用來與先前起出的鴨肉一起煮。

### 醬汁
其他可以添加到醬汁中的成份包括：鵝肝醬、缽酒、馬德拉葡萄酒和檸檬。鴨胸會切片然後先奉上；之後鴨腿會再烤至全熟，作為主菜奉上。

## 參看
- 葡萄牙血鴨飯
- 惠州血鴨
- 零陵血鴨